# Klorfiber
Klorfiber är en textilfiber, av underkategorin konstfiber. Inom underkategorin konstfiber tillhör den syntetfiberna, vilket innebär att den kemiskt sett står nära plasterna. 
Några handelsnamn på klorfiber är Clevyl, Fibravyl, Rhovyl, Nytril och Thermovyl. Klorfiber är oftast tillverkade av PVC genom smältspinning eller torrspinning och formas antingen till filamentfiber eller till stapelfibrer. Som regel blandas klorfiber med bomulls- eller ullfiber. Utmärkande för klorfibern är att den krymper mycket och är svår att färga. Den påverkas marginellt av solljus och är flamsäker. Vidare torkar snabbt, är vattentäta, veck-resistent och isolerar väl, både termiskt, elektriskt och akustiskt.